# Tyler Webb
Pour les articles homonymes, voir Webb.
Jon Tyler Webb, né le 20 juillet 1990 à Nassawadox, Virginie, États-Unis, est un lanceur de relève droitier des Brewers de Milwaukee de la Ligue majeure de baseball.

## Carrière
Tyler Webb évolue de 2010 à 2013 pour les Gamecocks de l'université de Caroline du Sud et participe avec le club à trois Séries mondiales collégiales (College World Series) consécutives : celles de 2010 et 2011 remportées par les Gamecocks, et celle de 2012 où le club s'avoue vaincu. En 2013, le gaucher est stoppeur des Gamecocks et réalise 17 sauvetages. Il est à deux reprises sélectionné au repêchage amateur de la Ligue majeure de baseball : après avoir repoussé l'offre des Reds de Cincinnati, qui le réclament au 48e tour de sélection et en font le 1 465e athlète choisi au total en 2011, il signe son premier contrat professionnel avec les Yankees de New York, dont il est le choix au 10e tour de sélection en 2013.
Webb commence sa carrière professionnelle dans les ligues mineures en 2013. Le 8 décembre 2016, après 4 saisons de ligues mineures avec des clubs affiliés aux Yankees, il est réclamé par les Pirates de Pittsburgh à l'annuel repêchage de règle 5. Malgré une moyenne de points mérités de 2,77 en 13 manches lancées au camp d'entraînement 2017 des Pirates, l'équipe déjà fort bien nantie en releveurs gauchers ne requiert pas ses services et retourne Webb aux Yankees le 31 mars,.
Tyler Webb fait ses débuts dans le baseball majeur avec les Yankees de New York le 23 juin 2017. Il lance 6 manches en 7 apparitions en relève pour l'équipe.
Le 13 juillet 2017, les Yankees échangent Tyler Webb aux Brewers de Milwaukee contre Garrett Cooper, un joueur de premier but.